# Kenosha Maroons
Kenosha Maroons fue un equipo de Fútbol Americano de la National Football League en Kenosha, Wisconsin. Oficialmente, el club sólo jugó en la liga durante la temporada de 1924, después de registrar la disolución sin victorias en cinco partidos.

## Temporadas
| Año  | V | D | E | Resultado | Entrenador(es)            |
| ---- | - | - | - | --------- | ------------------------- |
| 1924 | 0 | 4 | 1 | 16.º      | Earl Potteiger, Bo Hanley |

### Calendario
| Semana | Día                    | Oponente                   | Resultado |
| ------ | ---------------------- | -------------------------- | --------- |
| 1      | 5 de octubre de 1924   | @ Frankford Yellow Jackets | D 31–6    |
| 2      | 12 de octubre de 1924  | @Milwaukee Badgers         | D 21–0    |
| 3      | 19 de octubre de 1924  | Hammond Pros               | E 6–6     |
| 4      | 26 de octubre de 1924  | @ Duluth Kelleys           | D 32–0    |
| 5      | 9 de noviembre de 1924 | @ Buffalo Bisons           | D 27–0    |